# Número primo equilibrado
Na teoria dos números, um primo equilibrado é um número primo com intervalos entre primos de igual tamanho acima e abaixo, de modo que é igual à média aritmética dos primos mais próximos acima e abaixo. Ou colocando algebricamente, dado um número primo {\displaystyle p_{n}}, onde n é o índice no conjunto ordenado de números primos,
{\displaystyle p_{n}={{p_{n-1}+p_{n+1}} \over 2}.}

## Exemplos
Os primeiros primos equilibrados são
5, 53, 157, 173, 211, 257, 263, 373, 563, 593, 607, 653, 733, 947, 977, 1103...
Por exemplo, 53 é o décimo sexto primo. Os primos décimo quinto e décimo sétimo, 47 e 59, somam 106, cuja metade é 53. Sendo assim, 53 é um número primo equilibrado.
Quando 1 era considerado um número primo, 2 teria sido considerado o primeiro primo equilibrado pois
{\displaystyle 2={1+3 \over 2}.}

## Infinitude
É conjecturado que há infinitamente muitos primos equilibrados.
Três primos consecutivos em progressão aritmética são às vezes chamados de CPAP-3. Um primo equilibrado é, por definição, o segundo primo em um CPAP-3. Desde 2014, o maior e mais conhecido CPAP-3 tem 10546 dígitos e foi encontrado por David Broadhurst. Ele é:
{\displaystyle p_{n}=1213266377\times 2^{35000}+2429,\quad p_{n-1}=p_{n}-2430,\quad p_{n+1}=p_{n}+2430.}
O valor de n (a sua posição na sequência de todos os números primos) não é conhecido.

## Generalização
Os primos equilibrados podem ser generalizados a primos equilibrado de ordem n. Um primo equilibrado de ordem n é um número primo que é igual à média aritmética dos n números primos mais próximos acima e abaixo. Algebricamente, dado um número primo {\displaystyle p_{k}}, onde k é o índice no conjunto ordenado de números primos,
{\displaystyle p_{k}={\sum _{i=1}^{n}({p_{k-i}+p_{k+i})} \over 2n}.}
Assim, um primo equilibrado comum é um primo equilibrado de primeira ordem. As sequências de primos equilibrados de ordens 2, 3 e 4 são dadas pelas sequências A082077, A082078 e A082079 na OEIS respectivamente.